# Riedenburgkaserne

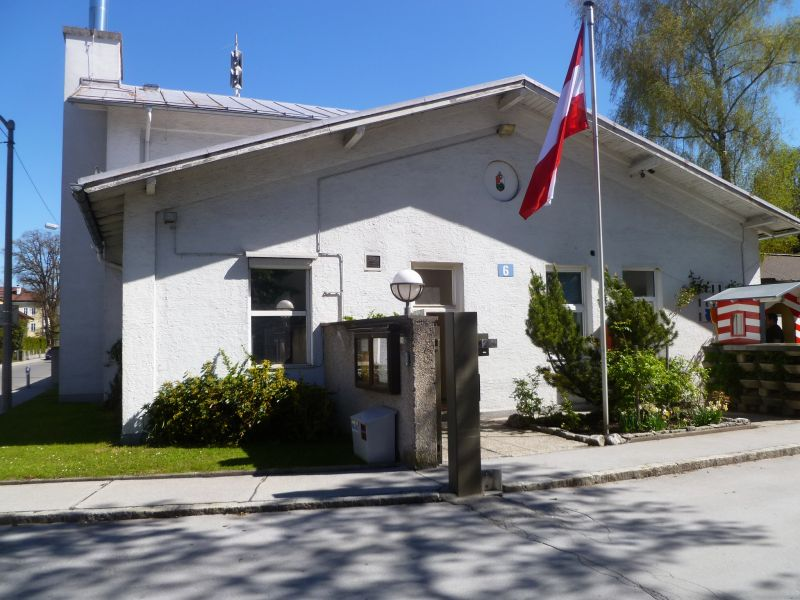
Riedenburgkaserne: Haupttor Moosstraße

Die Riedenburgkaserne befand sich im Salzburger Stadtteil Riedenburg zwischen Neutor-, Moos-, Sinnhub- und Leopoldskronstraße. Das Kasernenareal war über drei Hektar groß und umfasste etwa zwanzig Gebäude und eine Bunkeranlage. Zudem befand sich auf dem Areal der Kindergarten Neutorstraße, die öffentlich genutzte Sporthalle Riedenburg sowie ein Gebäude für den Amateurfunkverband Salzburg. Es war dort auch das Salzburger Wehrgeschichtliche Museum untergebracht, das in die Schwarzenbergkaserne übersiedelt ist.

## Geschichte der Kaserne Riedenburg
Die Riedenburg besitzt eine lange wehrgeschichtliche Tradition. Bereits seit dem 16. Jahrhundert wurde dieses Gelände vom fürsterzbischöflichen Militär als Übungsgelände bzw. Exerzierplatz verwendet. 1662 wird die Schießstätte der Salzburger Schützengesellschaft vom Nonntal in die Riedenburg in das Bucklreuth-Areal verlegt; dort wurden mehrere Landeshauptschießen abgehalten. Auch später (1859 für einige weitere Jahre) war der Landeshauptschießstand in der Kaserne Riedenburg untergebracht. Von der Salzburger „Landschaft“ (entspricht der heutigen Landesregierung) wurden 1730 fünf Holzbaracken als die ersten Militärbauten am Riedenburger Areal für durchmarschierende kaiserliche Truppen errichtet. Diese Baulichkeiten wurden 1736 erneuert und zu einer Unterkunft für 600 Mann und 230 Pferde ausgebaut; im erweiterten Kasernenbereich gab es noch einen Exerzierplatz am Nordabhang des Rainberges, eine Marketenderhütte, ein Wachlokal und ein „Krankenhaus“.
Mit dem Anschluss Salzburgs an Österreich übernahm das Kameralärar 1816 die Gebäude und überließ diese dem Militär zur unentgeltlichen Nutzung. Das Militär verwendete diese von 1816 bis 1819 als Verpflegungsmagazin und zeitweilig als Sommerquartier für Mannschaft, Rekruten und Urlauber. 1831 wurde dem Stadtmagistrat nahegelegt, andere Räume für militärische Naturalienvorräte zur Verfügung zu stellen, um so die Baracke zwecks Unterbringung von 1.000 Mann der k.u.k. Armee freizumachen, was umgehend geschah, um die Stadt von lästigen Einquartierungen zu befreien. Am 28. Oktober 1889 wurde vom Landesausschuss des Herzogtums Salzburg der Bau der Kavallerie- bzw. Artilleriekaserne „in der Riedenburg“ beschlossen. Im Kommandogebäude war die Division Nr. 28, das spätere Divisions-Artillerie-Regiment 41, untergebracht. Dieses wurde nach der Kapitulation Österreich-Ungarns Ende Oktober/November 1918 aufgelöst. Die Riedenburgkaserne blieb daraufhin einige Zeit leer und verwaist. Unmittelbar neben dem Kasernengelände liegt der spätere Kindergarten an der Neutorstraße in der ehemaligen Weiznervilla (erbaut 1840/41).
Während der 1. Republik wurde 1920 in der Kaserne die Minenwerferbatterie 4 als eine Teileinheit der Brigadeartillerieabteilung 6 des Bundesheeres untergebracht. Diese Einheit wurde 1926 in „Salzburger Feldkanonenbatterie“ oder „Feldkanonenbatterie l“ umbenannt. Im Zuge der Entstehung der Salzburger Festspiele wurde die im Bundesheerbesitz befindliche Hofstallkaserne als künftiges Festspielhaus vorgesehen und 1922 gegen die bislang in Pacht befindliche Riedenburgkaserne getauscht. 1926 wurde auf dem Kasernengelände eine gedeckte Reithalle zwischen den offenen Reitschulplätzen und der Leopoldskronstraße errichtet. Aufgrund weiterer Entwicklungen wurde bis 1938 die Kaserne auf 16 Gebäude erweitert.
Nach der Übernahme durch die deutsche Wehrmacht (1938–1945) wurden eine Kfz-Halle, eine Funkwerkstätte, eine Geschützremise sowie ein Mannschaftsgebäude in Massivbauweise errichtet. In der Kaserne wurde das Nachrichtenkorps 70 etabliert, das 1939 aus der Nachrichtenabteilung 18 hervorgegangen war. Die Nachrichtentruppe blieb bis Kriegsende in der Kaserne. Mit Fortdauer des Krieges beherbergte die Kaserne auch eine „Genesendenkompanie“. Zudem diente sie als Ausbildungsstätte der 2. Kompanie der Gebirgsnachrichtenabteilung XVIII (GNA XVIII, Funkerkompanie). 1942 war die Kaserne mit 860 Mann belegt, wozu noch 150 Mann in den Baracken jenseits der Sinnhubstraße kamen.
Nach dem 4. Mai 1945 wurde die Kaserne von der USFA als „Deutsches Eigentum“ beschlagnahmt und diente zuerst als Entlass- oder Übergangslager für deutsche Soldaten. Ab Juni 1945 wurde die Kaserne von der International Refugees Organisation (IRO) als Flüchtlingslager für jüdische „displaced persons“ (DP), die nach den USA oder Palästina ausreisen wollten, genutzt. Deshalb wurde die Kaserne ab 1947 bis zum 31. März 1949 als „Camp Juda“ bezeichnet. Das Eigentum erhielt wieder die Republik Österreich, die durch die Bundesgebäudeverwaltung II in Salzburg vertreten wurde. In der ehemaligen Reithalle und in zwei weiteren Gebäuden war hier von Frühjahr 1946 bis Ende Mai 1949 der Technische Dienst der Stadtfeuerwehr Salzburg eingemietet, danach nutzte die Stadt noch einige Jahre eine Baracke an der Leopoldskronstraße (später Zentralregistratur des Magistrats bis Anfang der 1980er Jahre) und das ehemalige Marketenderhaus für die Feuerwehr. Nach der Räumung durch die jüdischen DPs und der Sanierung der Gebäude wurde aus der Kaserne das „Camp Riedenburg“ der USFA (1949–1955). Es waren hier eine Militärpolizeikompanie, ein PX-House und ein Hilfslazarett untergebracht. Die Reithalle (= gedeckte Reitschule) wurde in eine Sporthalle (Riedenburger Sporthalle) umgestaltet, in der Basketball- und Boxveranstaltungen stattfanden und die für den Schulsport genutzt wurde. Der USFA-Club (der Jazz Club „Royal Roost“) übersiedelte 1948 in das ehemalige Offizierswohnhaus bzw. die Kommandantenvilla (später „Bundesstaatlicher Übungskindergarten“). Diese war 1841 von Gottfried Weizner durch den Baumeister Georg Laschensky erbaut worden, 1843 wurden ein Glashaus und 1852 artesischer
Brunnen angefügt. 1864 kam das Gebäude an einen Himbzel und 1921 an Eugen Bulgowsky, 1938 ging es an den Reichsfiskus Heer über.
Am 3. August 1955 wurde die Anlage an das Bundesheer der 2. Republik übergeben. Am 3. August zog ein Vorkommando der 3. Unterabteilung der Gendarmerieschule Tirol II aus Kufstein in die Kaserne ein. Später wurde dort das Kommando der neu gegründeten 8. Gebirgsjägerbrigade untergebracht. Die Turnhalle und der Kindergarten wurden von der Kaserne abgetrennt und öffentlichen Zwecken gewidmet. Mehrere Mannschaftsgebäude wurden an die Salzburger Landesregierung abgetreten und von dieser 1956 an einen gewerblichen Betrieb verpachtet. 1963 wurde aus dem Brigadekommando ein Militärkommando, 1991 wird die Kaserne deshalb in „Kommandogebäude Riedenburg“ umbenannt. Das Militärkommando Salzburg ist die höchste Stelle des Bundesheeres auf regionaler Ebene, ihm obliegt die Führung sämtlicher militärischer Einrichtungen im Bundesland Salzburg. Es ist die Schaltstelle für Katastropheneinsätze, für die Versorgung und die Logistik im Einsatzfall und für die Koordinierung der Zuteilung von Wirtschaftsgütern wie Bekleidung oder Verpflegung zuständig. Nach dem Verkauf des Kasernengeländes ist es 2014 in die Schwarzenbergkaserne nach Siezenheim umgezogen.
Seit ihrer Wiedergründung 1979 diente das Areal der Riedenburgkaserne auch der Salzburger Bürgergarde als Exerziergelände. Ab 1992 war hier ebenso das 2004 der Öffentlichkeit zugänglich gemachte Salzburger Wehrgeschichtliches Museum untergebracht; dieses ist seit 2014 in die Schwarzenbergkaserne übersiedelt.
Am 30. Oktober 2012 wurde die Riedenburgkaserne von der Republik Österreich an Wohnbaugesellschaften verkauft, u. zw. an die Gemeinnützige Salzburger Wohnbaugesellschaft GSWB und an die UBM Realitätenentwicklung. Der Kaufpreis betrug 16 Millionen Euro. Danach zog das Militärkommandos Salzburg aus bzw. übersiedelte nach Wals-Siezenheim in die Schwarzenbergkaserne.
Die Sporthalle Riedenburg wurde im Winter 2015/16 als Unterkunft für Flüchtlinge insbesondere aus dem Bürgerkrieg in Syrien verwendet. Im Sommer 2016 wurde sie abgerissen, wie weitgehend auch die übrige Kaserne. Auch der Bunker wurde freigelegt und zerstört. Die denkmalgeschützte Kommandeursvilla (Weizner Villa) bleibt erhalten.

## Quartier Riedenburg
In dem letzten erhaltenen Gebäude der ehemaligen Kaserne wurde das Architekturhaus Salzburg realisiert.
Die Wohnbaugenossenschaft GSWB (im Eigentum des Landes und der Stadtgemeinde Salzburg) kündigte 2012 an, auf rund 21.000 Quadratmetern circa 160 geförderte Mietwohnungen und entlang der Neutorstraße Geschäftsflächen und Wohnungen errichten zu wollen; die UBM Realitätenentwicklung AG plant auf rund 5.400 Quadratmetern frei finanzierte Eigentumswohnungen, rund 5.000 Quadratmeter sind für Gärten vorgesehen.
Die an der Planung und dem Bau des „Quartiers Riedenburg“ beteiligten Architektenteams wurden vom Deutschen Rat für Formgebung am 7. Februar 2020 mit dem German Design Award ausgezeichnet, zudem wurden die beteiligten Architekten beim 13. International Design Award (IDA 2019) in der Kategorie „Architecture – Low cost Housing“ mit Silber und in der Kategorie „Architecture – Urban Design“ mit Bronze ausgezeichnet.